# Achyranthes bidentata
Achyranthes bidentata är en amarantväxtart som beskrevs av Carl Ludwig von Blume. Achyranthes bidentata ingår i släktet Achyranthes och familjen amarantväxter. Utöver nominatformen finns också underarten A. b. elongata.

## Bildgalleri

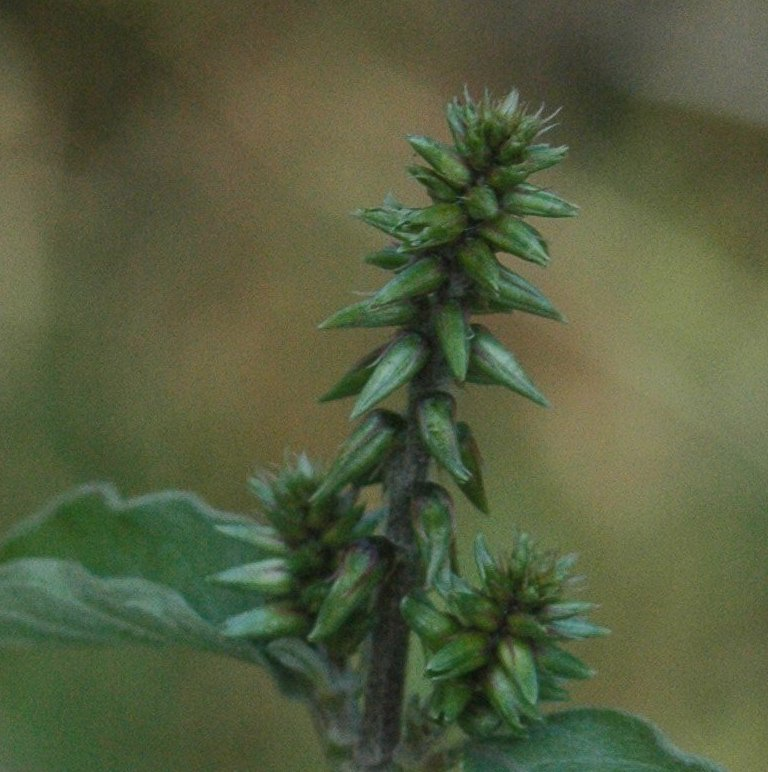
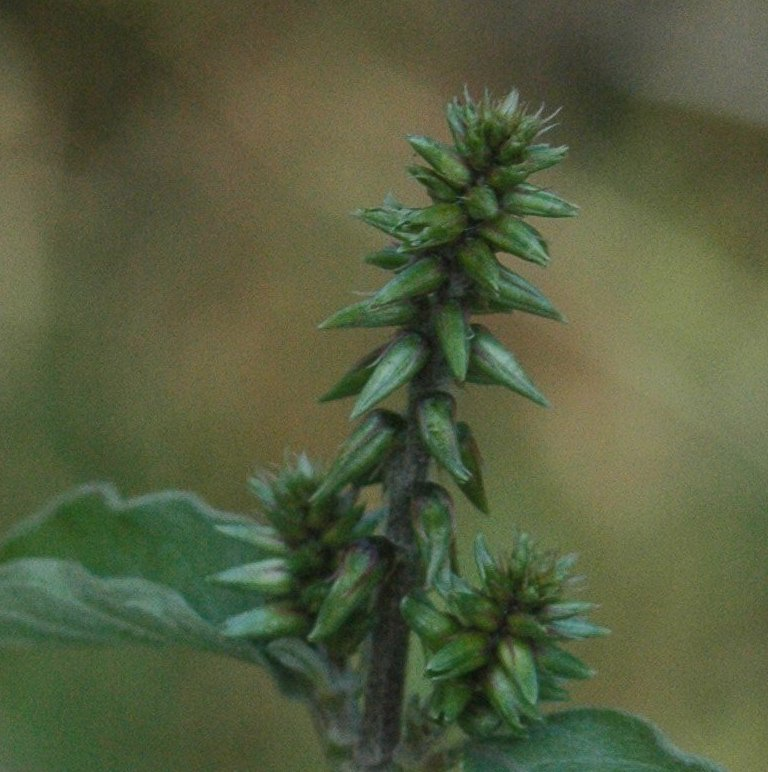
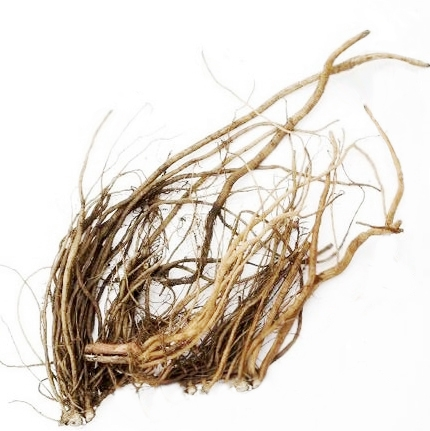
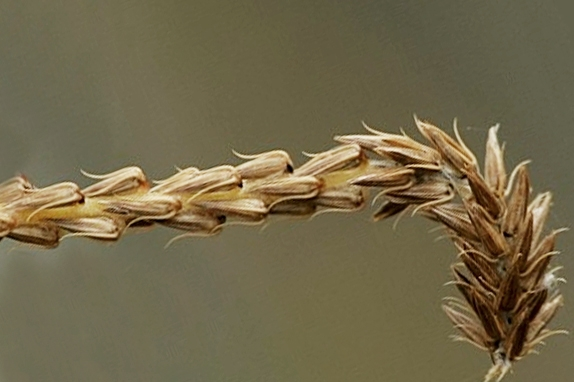
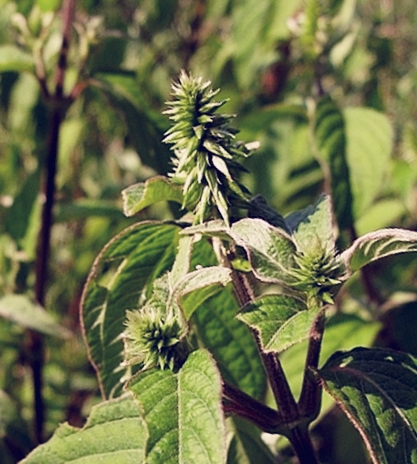
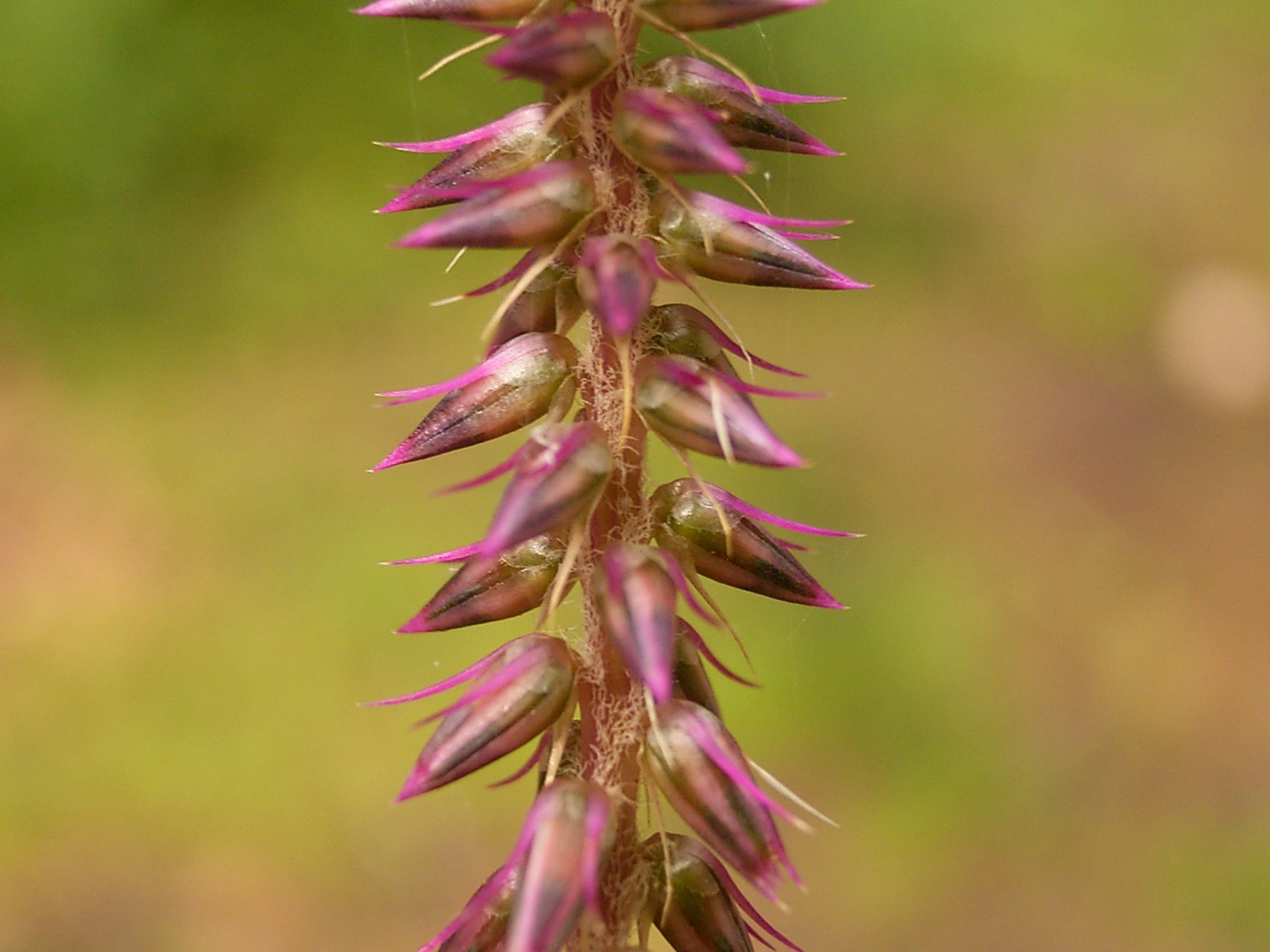